# シントン・ラーピセートパン
シントン・ラーピセートパン（タイ語: สิงห์ทอง ลาภพิเศษพันธุ์、英語: Singtong Lapisatepun、朝鮮語: 싱텅 랍피셋판、1962年12月13日 - ）は、タイ王国の外交官、大使。チョンブリー県生まれ。横浜国立大学出身。

## 人物・経歴
16歳から日本で留学して、1983年東京学芸大学附属高等学校卒業。高校ではバドミントン部に所属。1987年横浜国立大学経済学部卒業。1989年横浜国立大学大学院修士課程修了。
横浜国立大学で国際経済学の学士号と修士号を取得した後、タイに帰国して1989年に外務省入省。経済局外務書記官、政治局東アジア部三等書記官を務め、1992年から1996年まで、在ロサンゼルスタイ王国総領事館領事。
2002年から2006年にかけて東京の大使館で在外勤務。東アジア局参事官、在京タイ王国大使館参事官等を歴任し、2010年から2015年にかけて二度目の東京での在外勤務で駐日タイ王国大使館の公使・次席館員。
2016年より、東アジア局局長として本省勤務。2018年から2019年にかけて在大韓民国タイ王国大使。2019年、三度目の東京での在外勤務として駐日大使を拝命。年明けの2020年3月17日に皇居で今上天皇に信任状を捧呈し、駐日大使として正式に就任した。